# Hippotion bernardus
Hippotion bernardus är en fjärilsart som beskrevs av Koch 1865. Hippotion bernardus ingår i släktet Hippotion och familjen svärmare. Inga underarter finns listade i Catalogue of Life.